# Twee pop
El twee pop es un subgénero del pop indie originado del álbum recopilatorio C86 de la revista británica NME, alrededor de 1986. Caracterizado por sus letras y melodías dulces y simples, a menudo con guitarras melodiosas y tintineantes, y un notable énfasis en un aspecto de ingenuidad casi infantil, fusionada con una prominente influencia del punk rock en sus estructuras.

## Características
El término twee proviene del inglés británico y es una deformación del término sweet, al ser pronunciado por bebés. Significa literalmente dulce, y se refería a algo que es muy dulce, lindo o "cursi".
Si bien el twee pop es una rama del pop, nunca alcanzó éxito masivo como género; más que en ciertos momentos y lugares puntuales, nunca llegó al "gran público" y siempre se mantuvo en circuitos indie. El género surgió alrededor de 1986 de la escena del indie, cuando la revista británica New Musical Express lanzó la cinta "C86", un compilado con bandas como The Pastels.
La banda de post-punk The Television Personalities son citados generalmente como una de las mayores influencias del género en sus inicios, junto con los grupos Buzzcocks y Ramones.
En el Reino Unido, donde el twee pop fue más popular, el sello de Bristol Sarah Records representó a la mayoría de las bandas de la escena. En EE. UU. el movimiento fue liderado por K Records, en Olympia (Washington).
Aunque el término twee es ampliamente aceptado para referirse al tipo de música mencionado, no se generalizó hasta principios de los 90. En los 80 las bandas de twee pop eran clasificadas simplemente como indies.
Belle & Sebastian ha sido descrita a menudo como una banda de twee pop, pero ésta es una descripción que el grupo ha rechazado.
Recientemente, una nueva banda ha demostrado ser un claro ejemplo de esta corriente musical. Se trata del grupo neoyorquino The Pains of Being Pure at Heart, que con canciones como A Teenager in Love o This Love is Fucking Right! tratan temas complejos a través de un sonido ingenuo.
Una variante del twee pop más norteamericana e influenciada por el punk es reconocida a veces como cuddlecore y está ejemplificada en bandas como Cub y Go Sailor.